# Bruce Pirnie
Bruce Pirnie (* 20. September 1942 in Boston, Vereinigte Staaten; † 8. August 2024) war ein kanadischer Kugelstoßer.

## Sportliche Laufbahn
Bei den Olympischen Spielen 1972 in München kam er auf den 17. Platz.
1974 gewann er Bronze bei den British Commonwealth Games in Christchurch, und 1975 siegte er bei den Panamerikanischen Spielen in Mexiko-Stadt.
Bei den Olympischen Spielen 1976 in Montreal schied er in der Qualifikation aus.
Fünfmal wurde er Kanadischer Meister (1970, 1972–1975).
Seine persönliche Bestleistung von 19,88 m stellte er am 13. August 1975 in Regina auf.